# Лаос
Лао́с, Лао́ська Наро́дно-Демократи́чна Респу́бліка (лаос. ປະເທດລາວ) — держава в Південно-Східній Азії, що межує на півночі з Китаєм, на сході з В'єтнамом, на півдні з Камбоджею, на заході з Таїландом і М'янмою. Державний кордон проходить в основному по гребенях гір, а значна дільниця кордону з Таїландом по річці Меконг. Єдина країна цього регіону, яка не має виходу до моря. Площа країни становить 236,8 тис. км² (81-ше місце у світі). Населення: 6,4 млн осіб (99-те місце у світі). Столиця: місто В'єнтьян. Лаос із 1955 року є членом ООН, з 1997-го — Асоціації держав Південно-Східної Азії (АСЕАН).

## Географія

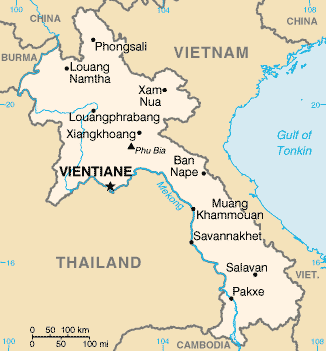
Карта Лаосу

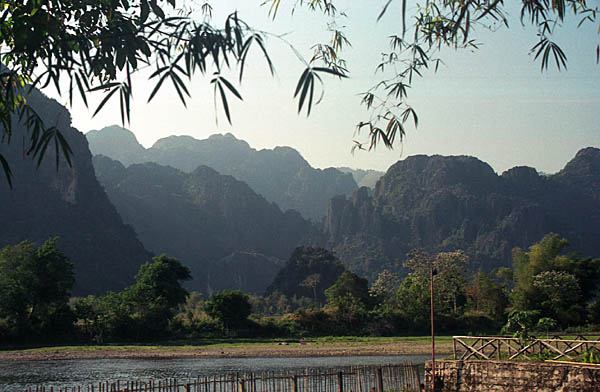
Пейзаж у Ван В'єнг

Держава знаходиться в Південно-Східній Азії, у внутрішній частині півострова Індокитай. Територія країни простягається з півночі на південь на 1045 км, а із заходу на схід — на 510 км. На півночі межує з Китайською Народною Республікою (спільний кордон — 391 км) і М'янмою; на заході — з Таїландом; на сході — з В'єтнамом; на півдні — з Камбоджою.
Гори Лаосу складені давніми кристалічними породами, пермськими і кам'яновугільними вапняками, тріасовими пісковиками, сланцями. Найвищі гори на півночі країни, складені гранітами, гнейсами і порізані глибокими ущелинами, якими протікають численні річки.
Поклади залізних (поблизу Сіангкхуанга), олов'яної (Фонтіоу поблизу Такеки), свинцево-цинкових руд, кольорових і рідкісноземельних металів, дорогоцінного каміння, вугілля, калійної солі.
Більшу частину території Лаосу займають гори і плоскогір'я, розчленовані численними річковими долинами. Найвища вершина — гора Пхубіа, або просто Біа (2820 м) на нагір'ї Траннінь у центральній частині півночі країни. Рельєф значною мірою розчленований, що може ускладнювати сполучення з державами-сусідами. На північно-східній межі знаходяться хребти Дендінь, Шамшао, Шусунгтяотяй. У центральній й південній частині — відроги гранітних Аннамських гір, південно-західний схил хребта Чионгшон (2286 м) з куполоподібними вершинами на сході, що переходять у невисокі плато, які уступами обриваються до долини Меконгу; на півдні — базальтове плато Боловен (1572 м); на заході — відроги плато Корат. На заході й південному заході країни — алювіальні низовини. Поширені карстові форми рельєфу.
Клімат субекваторіальний, мусонний. Пересічна температура січня від +15° на півночі до +23° на півдні, липня +29°. Пересічна річна кількість атмосферних опадів у горах до 3000 мм, на плато — 1600 мм. Вологу приносить літній мусон з поверхні Індійського океану, який вторгається практично одночасно на всю територію Лаосу. Виділяють два сезони: сухий (листопад — квітень) і вологий (травень— жовтень).
Головна водна артерія країни — Меконг (на окремих ділянках судноплавна), що тече західною околицею країни на кордоні з Таїландом. Його численні притоки мають гірський характер, порожисті, повноводні. Часто бувають катастрофічні повені. Лаос дренується лівими притоками Меконгу: Секонг, Себангхієнг, Намнгум, Намху, Намтан. Частина річок північному сході (Намхет, Намньон) є притоками річок (Ма, Ка), що впадають до Тонкінської затоки Південнокитайського моря.
Найпоширеніші ґрунти — гірські латеритні.
Рослинність Лаосу відносять до Бірмано-Китайської підобласті Індо-Малайської біогеографічної області. Близько 60 % території Лаосу вкрито тропічними лісами, переважно сухими листопадними, на сході — вічнозеленими вологими (магнолія, лавр) з цінними породами дерев (тик, сантал, каучуконоси). На плато й по долинах річок — антропогенні савани. Вище 1000 м ростуть вічнозелені широколистяні ліси (дуб), сосна.
Тваринний світ Лаосу відносять до Бірмано-Китайської підобласті Індо-Малайської біогеографічної області. Серед характерних звірів: слон, елафодус, тупаї, макаки, гібони, кажани, рідкісний білогрудий ведмідь. Серед характерних птахів: фазани, павичі, банківські кури, різноманітні папуги. Різноманітний світ рептилій (кобри, пітони), комах, молюсків.

## Історія

### Прадавні часи
Найдавніші поселення на території Лаосу виникли в період пізнього палеоліту. На початку першого тисячоліття до н. е. мон-кхмерські племена заселили Індокитай. Австроазійські племена займались вирощуванням рису, здійснювали іригацію, виробляли бронзові знаряддя, залишили по собі мегалітичні пам'ятки у вигляді кухлів. На початку н. е. з півночі територією сучасного Лаосу розселились племена лао, народність кха була витиснена до гір та лісових нетрів. Протягом першої половини першого тис. н. е. територія Лаосу входила до складу кхмерської держави Фунань.

### Середні віки
У V—X столітті у народу лао сформувалися основи власного феодального ладу. У VII—VIII століттях лао входили до складу держави Ченла, у IX—XIII — держави Камбуджадеша. У цей період закладаються міста центрального й південного Лаосу. Через північний Лаос пролягають військові шляхи походів тайців держави Наньчжао до Північного В'єтнаму.
У 1280-х роках північний Лаос підпадає під владу тайської держави Сукхотай (Сукходай), найбільше місцеве князівство Мианг-Шва в долині річки Нам-Ун. 1353 року під проводом Фангума, князя Мианг-Шва, на теренах Лаосу й сучасного східного Таїланду виникла централізована лаоська держава Лан-Санг (Лан-Ханг, або Країна Тисячі Слонів), країною поширюється буддизм (хінаяна). Лан-Санг воював з бірманськими державами, та тайською державою Аютія, допомагав 1421 року в'єтнамській державі Дайв'єт у її боротьбі з китайцями. У середині XV століття Лан-Санг занепадає через міжусобні війни та вторгнення військ держави Дайв'єт. У XVI—XVII століттях Лан-Санг знов зазнає розквіту, особливо при королі Сулінгнавонгсі (1637—1694), допоки не розпадається 1707 року на три держави: Луанг-Прабанг, В'єнтьян і Чан-Нінь. 1713 року від В'єнтьяну відокремилось князівство Чампассак. 1828 року державу В'єнтьян було захоплено Сіамом, а 1832 року королівство Чан-Нінь В'єтнамом. З середини XIX століття на північний Лаос роблять набіги народи мей і тхай з Південного Китаю.

### Французький Індокитай (1898—1945)
1885 року Сіам дозволив Франції відкрити своє віце-консульство у королівстві Луанґпхабанзі. З 1893 року територія держави потрапила під Французький протекторат, а з 1898 року додана до складу Французького Індокитаю. 1904 року було укладено новий сіамо-французький договір, згідно з яким Сіам відмовлявся від району Бассак і частини королівства Луанґпхабанґ, Франція отримала правий берег Меконгу в його середній течії. Формально влада залишалась за удільними князями, але реально вона була під керівництвом французького резидента та колоніальних адміністраціях на місцях. У країні постійно вибухали селянські повстання: у 1901—1903 роках під проводом Пхок Ба Дуота в Саравані, у 1918—1922 роках на півночі — Тяо Па Патея, у 1930—1937 на півдні — Онг Кео і Комодома. У 1930 році було засновано Індокитайську комуністичну партію. У 1932—1934 роках відбувались масові страйки робітників олов'яних рудників Нам-Патена.
Після капітуляції Франції перед німецькими військами Японська імперія підписала договір з французьким урядом режиму Віші на заборону перевезень товару в Китай через територію колонії. 22 вересня 1940 року поміж французами та японцями укладено угоду про розміщення японських військ у Північному Індокитаї. Виник антиєвропейський рух Лао ітсала (Вільний Лаос), який очолили принци Суфанувонг і Суванна Фума. Після капітуляції Японії в результаті народного повстання 12 жовтня 1945 року була проголошена незалежна держава Патет-Лао (Країна Лао) та створено тимчасовий уряд Опору. Король Сісаванг Вонг відмовився від влади. Королівство Луанґпхабанґ припинило своє існування.

### Держава Лаос (лао. ລາວລັດ) 1945)
Недовговічна маріонеткова держава, утворена на окупованій Японською імперією території французького Індокитаю в протектораті Лаос. Існувала з квітня 1945 по жовтень 1945. Після капітуляції Японії у серпні король Луанґпхабанґа Сісаванг Вонг почав наполягати на поверненні землі Лао знову до французького протекторату.
У жовтні король був відсторонений від влади рухом Лао-Іссара, яке проголосило незалежність країни і встановило на території Лаосу республіканську форму правління, яка теж проіснувала недовгий період до початку 1946 року.

### Французький Індокитай (1946—1949)
На початку 1946 року територію Лаосу знову окупували французькі війська, було відновлено королівську владу під французьким протекторатом (1949 року в рамах Французького Союзу). Згідно з конституцією 1947 року (зі змінами 1956 року) вищим законодавчим органом влади оголошувались однопалатні Національні збори (59 депутатів на 5 років). За часи правління короля Сісаванга Вонга було створено дорадчу Королівську раду з 12 осіб (6 осіб від короля + 6 осіб від Національних зборів). Виконавчу владу здійснювала Рада міністрів на чолі з прем'єр-міністром, якого призначав король. Король був одночасно верховним головнокомандувачем (67 тис. військо) і верховним релігійним діячем держави. Лаос на цей час залишався відсталою аграрною країною. На селі зберігалось боргове рабство (хном), безліч повинностей та податків.

### Королівство Лаос (Французький контроль) 1949—1953)
Національний визвольний рух лаоського народу проти французького контролю набув форми партизанської боротьби — створено національно-визвольну армію Патет-Лао. У серпні 1950 року створено єдиний демократичний фронт опору Нео-Лао-Ітсала (Новий Вільний Лаос) на чолі з прокомуністичним принцом Суфанувонгом. У березні 1951 року відбулась загальноіндокитайська конференція народних фронтів. Навесні 1953 року до Лаосу були перекинуті в'єтнамські повстанці й до літа під контролем фронту опору опинилась половина території держави.
У 1950—1953 роках королівський уряд реорганізував управління країною, створив армію та відкрив посольства в США, Великій Британії та Таїланді. У вересні 1953 року французькі представники передали останні свої повноваження представникам королівської влади Лаосу, і 22 жовтня 1953 року було підписано Угоду про дружбу і співробітництво між Лаосом і Францією, яка визнавала існування Лаосу повністю незалежною державою.

### Королівство Лаос (1953—1960)
На початку 1954 року на Женевській нараді міністрів закордонних справ незалежність Лаосу підтримали міжнародні спільноти (Женевські угоди 1954 року). Французькі війська були виведені з країни, а війська Патет-Лао відведені до двох північних провінцій, Фонг-Салі й Сам-Ньоа. 1955 року Лаос став повноправним членом ООН, а в грудні проведені перші вибори до Національних зборів, але без участі фронту Патет-Лао.
6 січня 1956 року відбувся 2-й з'їзд Нео Лао Ітсала та 1-й з'їзд Патріотичного фронту Лаосу (Нео Лао Хаксат). У грудні 1956 року були підписані мирні угоди з урядом, бойовики фронту Патет-Лао отримали амністію й поповнили загони королівської армії, а його керівники отримали посадові місця в новоствореному уряді. У листопаді 1957 року створено перший уряд народної єдності на чолі з Суванна Фумою, підписано В'єнтьянські угоди, згідно з якими ПФЛ стає політичною партією, а два батальйони Патет-Лао входять до лав королівської армії. Після додаткових виборів до парламенту у травні 1958 року ПФЛ отримав 13 мандатів із 20. Наприкінці 1958 року уряд Суванни Фуми пішов у відставку. У серпні 1958 року був створений новий уряд на чолі з Фуї Сананіконе, який розпочав репресії проти представників фронту Патет-Лаота заарештував Суванну Фуму в травні 1959 року. 29 жовтня, після довгої хвороби, помер Сісаванг Вонг. Королівський уряд очолив його син Саванг Ватхан.

### «Таємна війна» (1960—1975)
9 серпня 1960 року в країні за підтримки батальйону десантників капітана Конг Ле, відбувся державний переворот, до влади знов прийшов уряд Суванни Фуми, який проголосив політику миру, нейтралітету і внутрішньої згоди та виступив проти входження країни до СЕАТО. Восени 1960 року праві сили на противагу нейтралістам утворили на півдні ревком на чолі з принцом Бун Умом і генералом Носаваном. У грудні 1960 р. до В'єтнаму була направлена авіаційна група радянських літаків Іл-14 (пізніше — Лі-2) і вертольотів Мі-4, котрі за домовленості між СРСР і Патет-Лао надавали допомогу у транспортуванні вантажів повітрям.
1 січня 1961 р. війська Патет-Лао зайняли стратегічно важливий район Долини глеків — Сіангкхуанг. Разом із північнов'єтнамськими повстанцями навесні Патет-Лао захопили дві третіх країни. Починаючи з 1961 року Демократична Республіка В'єтнам стала використовувати територію південно-східного Лаосу для ведення партизанських боїв Національного фронту звільнення Південного В'єтнаму, використовуючи приховану «стежку Хо Ші Міна». У державі розпочалася громадянська війна, яка тривала до травня 1961 року, коли під тиском міжнародної спільноти воєнні дії було призупинено. У Женеві відкрилася міжнародна нарада, учасники якої 23 липня 1962 року підписали Декларацію про нейтралітет Лаосу і Протокол до декларації згідно з якими створено другий коаліційний уряд із представників усіх основних угруповань країни.
1962 року було сформовано уряд національної єдності, але вже в квітні 1963 року праві сили при активній підтримці військових США з території Таїланду і В'єтнаму відновили військові дії, завдяки яким Лаос був поділений на дві території — територія уряду і територія повстанців. Війна велася фактично на двох фронтах: у частині країни (особливо у районі Долини глеків) йшли бої між урядовими військами і Патет Лао, тоді як південно-східні регіони, де проходила «стежка Хо Ші Міна», піддавалися бомбардуванню американської авіації. Чисельність королівської армії Лаосу складала 74,2 тисяч, нею керували безпосередньо американські офіцери. Американська військова допомогу надходила в Лаос із Таїланду через канали Управління Міжнародного розвитку, в якому також відбувалося підготовка військових. Радянський Союз, своєю чергою, постачав на території Північного В'єтнаму зброю, боєприпаси, пальне та провізію для повстанців Патет-Лао.
З 1960 по 1970 р. на базі Патет-Лао радниками та інструкторами з радянського союзу працювали 113 кадрових офіцерів. Аби залишити таємність допомоги королівському уряду Лаосу, ЦРУ готувало загони, які складалися із бл. 30 тис. лаосців, переважно серед народності мяо (хмонгів), на чолі з генералом Ванг Пао. Ця секретна армія активно підтримувалася авіацією США. Натомість, регулярна північнов'єтнамська армія допомагала комуністичному руху Патет-Лао, що в свою чергу утаємничувалось урядом Північного В'єтнаму.
19 квітня 1964 року знову відбулася спроба державного перевороту, Суванна Фума з іншими членами уряду були заарештовані. Після засудження дій членами міжнародної женевської угоди, заколотники звільнили членів уряду. Влітку відбулись перестановки в уряді на користь правих сил. Під час В'єтнамської війни американська авіація активно бомбардувала райони під контролем ПФЛ на півночі Лаосу. У лютому 1965 року відбулася чергова невдала спроба державного перевороту на чолі з генералом Носаваном. 1969 року лаоські урядові війська здійснили ряд успішних наступальних операцій проти ПФЛ, 1970 року ініціатива перейшла до лівих сил. У лютому 1971 року до Південного Лаосу було введено американсько-сайгонські війська кількістю 30 тис. осіб. У лютому-березні цього року південнов'єтнамська армія здійснила напад на південні райони Лаосу в спробі перерізати «стежку Хо Ші Міна» (операція «Lam Son 719»). 25 лютого північнов'єтнамські та війська Патет-Лао перейшли в контрнаступ, і південнов'єтнамська армія, зазнавши великих втрат, залишила територію Лаосу. У кінці року північнов'єтнамська армія тимчасово зайняла всю Долину Глеків, завдавши тяжкої поразки урядовим силам.
США залишили Лаос в 1973 році згідно з Паризькими мирними угодами. При цьому Північний В'єтнам, відповідно до умов договору, не був зобов'язаний виводити свої сили з країни.
21 лютого 1973 було укладено В'єнтьянську угоду, що поклала край громадянській війні в Лаосі. Угода передбачала створення нового коаліційного уряду. У 1974 і 1975 роках Патет-Лао зайняв основні позиції. В середині 1974 року прем'єр-міністр Суванна Фума після серцевого нападу подав у відставку і вирушив на лікування до Франції. У травні 1974 року Суфанувонг висунув «План національного відродження», який був одноголосно прийнятий. В плані наголошувалося на проведення вільних виборів, демократичні права і повага до релігії, а також конструктивну економічну політику. При цьому в ім'я «національної єдності» вводилася цензура, що ускладнювало життя антикомуністичних рухів. У січні 1975 року були заборонені всі громадські збори та демонстрації. 2 грудня король Саванг Ватхана погодився відректися від престолу. Була проголошена Лаоська Народно-Демократична Республіка з Суфанувонг став Президентом держави з комуністичним напрямком розвитку.

### Лаоська Народно-Демократична Республіка (Соціалістичний період розвитку (1975—1991)
У 1975 році новий уряд Лаосу проголосив про перехід до соціалістичного устрою. У країні було впроваджено централізоване планування, розгорнулися колективізація і націоналізація. Теоретичною основою перетворень стала теза Кейсона Фомвіхана, висунута в 1972 році, про перехід до соціалізму «минаючи капіталістичний лад», користуючись підтримкою В'єтнаму, Кампучії та СРСР. 1976 року між СРСР і Лаосом було підписано договір про торгівлю, угоду про культурне і наукове співробітництво, 1977 року — угоду про економіко-технічне співробітництво, 1978 року — угоду про економічне співробітництво. Лаос з 1986 року був спостерігачем при Раді економічної взаємодопомоги (РЕВ) соціалістичного блоку країн.
У 1986 році оголошено про перехід до «нового економічного механізму» («Чин-таакан-май»), а в 1988 році були прийняті Акт про заохочення інвестицій та Закон про іноземні інвестиції. Зміст політики «Чин-ТааканМай» визначалося трьома моментами: приватизація і реструктуризація державного сектору, заохочення іноземних інвестицій і перехід до ринку при контролі з боку держави. Подальші перетворення в Лаосі були схожі з політикою Дой Мій у В'єтнамі і реформами Ден Сяопіна в КНР.
1988 року 40 % в'єтнамських військових сил було виведено з Лаосу. 1989 року відбулися перші багатопартійні вибори до парламенту. Оновлений склад законодавчого органу на початку 1990-х років декларував відмову від соціалістичного будівництва і перехід до політики оновлення.
Наприкінці 1980-х — на початку 1990-х років фактично були розпущені колгоспи: селянське одноосібне господарство отримало право тривалого (іноді довічного) користування оброблюваних ділянок, право його успадкування та застави. Почалося активне стимулювання малого та середнього бізнесу. У цей період було також заборонене будівництво великих промислових об'єктів (крім тих, що споруджувалися за іноземні інвестиції). Ряд підприємств було приватизовано. На початку 1990-х років дозволено створювати приватні банки і підприємства. У 1990 році в країні створено вільні економічні зони.
Після короткострокового прикордонного конфлікту встановилися дружні відносини з Таїландом, а в 1990-ті роки були нормалізовані відносини з США і встановлені відносини з рядом інших країн і міжнародних організацій.

### Сучасний Лаос (Демократичний устрій (після 1991)
14 серпня 1991 року була прийнята нова конституція держави. У грудні 1992 року було створено нові національні збори, які замінили верховні народні збори, і були проведені загальні вибори (однопартійні).
Після розвалу радянського блоку і зменшення впливу з боку КНР та В'єтнаму, Лаос почав активно розвивати регіональні зв'язки. При цьому ЛНДР проводив політику балансування між трьома сусідніми державам: Таїландом, Китаєм і В'єтнамом. Ця політика дозволила уникнути односторонньої залежності від якогось одного сусіда, так як соціалістичні Китай і В'єтнам продовжували й далі спрямовувати свій шлях у комуністичний лад. Наприклад, у 2008 році у В'єтнамі вчилися 3638 лаосців, а в 2007 році в КНР стажувалися 223 громадянина ЛНДР. В той час як з Таїландом активно велася торгівля.
Вихід із міжнародної ізоляції супроводжувався розвитком і розширенням відносин з такими країнами, як Австралія, Франція, Японія, Швеція та Індія. Станом на 2005 рік Лаос мав дипломатичні відносини з 122 державами. Важливою особливістю сучасної зовнішньої політики Лаосу є активне залучення іноземної допомоги, причому з різних держав. Наприклад, в 2005 році Японія виділила ЛНДР допомогу в розмірі 300 млн ієн на закупівлю продуктів для жертв повені та списала борг в 594 млн ієн. Південна Корея в тому ж році подарувала Лаосу апаратуру для шкіл, Бруней виділив грант на будівництво у В'єнтьяні центру для хворих на наркоманію, а Сінгапур дав кошти на будівництво і модернізацію доріг. Крім того, Лаос отримував допомогу і від ООН. У 2006 році країна була оголошена вільною від наркотиків.
У 2004 році були налагоджені торгові відносини зі Сполученими Штатами Америки. За 2006 рік в якості допомоги США надав Лаосу 13,4 млн $ (знищення хімічної зброї, охорона здоров'я, освіта, економічний розвиток). У 2004 році президент США Джордж Буш (молодший) підписав закон про розширення торгових зв'язків з Лаосом. У лютому 2005 року набула чинності угода про двосторонню торгівлю. Тоді стався підйом частки експорту товару із Лаосу в США, проте, щодо інших країн, цей показник все ще залишається малим. Двостороння торгівля в 2006 році досягла обороту 15,7 млн $, щодо 8,9 млн $ у 2003 р.

## Політична система
Лаос за формою правління є президентсько-парламентською республікою, глава держави — президент. Президент призначає прем'єр-міністра та інших посадових осіб, є головнокомандувачем збройних сил. Обирається строком на 5 років депутатами Національних зборів. Для обрання кандидат має набрати ⅔ голосів. Президент має право призначати та відправляти у відставку прем'єр-міністра та членів уряду (зі згоди Національних зборів), має право головувати на засіданнях уряду, з рекомендації прем'єр-міністра призначає та звільняє губернаторів провінцій, міських голів, посадових осіб. Також він має повноваження оголошувати війну та вводити надзвичайний стан.
За часів будівництва соціалізму главою держави був президент, який одночасно був головою центрального комітету Фронту національного будівництва. Першим президентом ЛНДР було обрано багаторічного борця за визволення Лаосу від французького панування, а потім опонента автократичної монархії Суфанувонга (за походженням — принца, сина принца Бунхонга королівської крові).
З 8 червня 2006 року обов'язки президента виконував Чуммалі Сайсоне.
Державний устрій — унітарна держава.

### Виконавча влада
Виконавча влада здійснюється радою міністрів на чолі з прем'єр-міністром. З 20 квітня 2016 року прем'єр-міністр держави Тхонглун Сісуліт.

### Законодавча влада
Законодавча влада належить однопалатному парламенту — Національним зборам у складі 99 депутатів, що обираються на 5 років. У сферу контролю зборів входять діяльність судової та адміністративної систем, вибори та зміщення з посади президента, голови Верховного Суду та Генерального прокурора (за рекомендацією Постійного комітету зборів).
За часів будівництва соціалізму тимчасовим найвищим законодавчим органом були Верховні народні збори, які очолював президент.

#### Політичні партії
У 1991 році було прийнято Конституцію, згідно з якою держава є однопартійною, а провідна партія є «керівним ядром системи». За статутом, вона «формулює і коригує головні напрямки стратегії і тактики національного розвитку в усіх сферах життя та контролює діяльність своїх керівних кадрів і рядових членів, державних установ та громадських організацій».
- Народно-революційна партія Лаосу (НРПЛ), утворена 1955 року, правляча партія;
- Фронт національного будівництва Лаосу (до 1979 року — Патріотичний фронт Лаосу), заснований 1956 року[4].

Лаоська секція Компартії Індокитаю була створена 1936 року, а 1951-го було вирішено створити окремі партії в Лаосі, В'єтнамі та Камбоджі. У березні 1955 року комуністами Лаосу була утворена Народна партія, а у лютому 1972 назву було змінено на НРПЛ. Єдиною метою, проголошеною партією, було організувати «національно-демократичну» революцію, а згодом перейти до соціалізму. 1956 року під егідою партії утворився Патріотичний фронт Лаосу. Після тривалої громадянської війни у 1975 році відбулося захоплення влади з боку НРПЛ. Ідеологія партії — марксистсько-ленінська. Наразі, згідно з заявами партії, Лаос перебуває на стадії «вдосконалення народно-демократичного устрою».
Федерація лаоських профспілок була заснована 1964 року.

### Судова влада
Вищим судовим органом є Народний верховний суд, голову якого обирають Національні збори.

### Зовнішня політика
Основна орієнтація Лаосу після встановлення влади НРПЛ у 1975 році була, в першу чергу, на В'єтнам та СРСР. Після розпаду СРСР та зміни політики В'єтнаму щодо внутрішніх економічних реформ Лаос зосередився на власних проблемах. В'єтнам, Куба, Китай та Північна Корея вважаються «стратегічними друзями» держави, проте зовнішня політика стала більш незалежною.
Лаос з 1955 року є членом ООН, з 1997-го — Асоціації держав Південно-Східної Азії (АСЕАН). Сучасна політика Лаосу перебуває під значним впливом в'єтнамського уряду. Лаос отримує зовнішню допомогу з боку міжнародних організацій та європейських держав, а також Японії та Австралії.
Демаркація кордонів із сусідніми державами майже повністю завершена, проте залишаються деякі райони (зокрема, острови на річці Меконг), що є предметом суперечок між Лаосом та Таїландом.

#### Українсько-лаоські відносини
Уряд Лаосу офіційно визнав незалежність України 2 січня 1992 року, дипломатичні відносини з Україною встановлено 17 вересня 1992 року. Дипломатичних і консульських представництв в Україні не створено, найближче посольство Лаосу, що відає справами щодо України, знаходиться в Москві (Росія). Справами України в Лаосі відає українське посольство в Таїланді.

### Державна символіка
- Державний прапор
- Державний герб
- Державний гімн

## Адміністративно-територіальній поділ

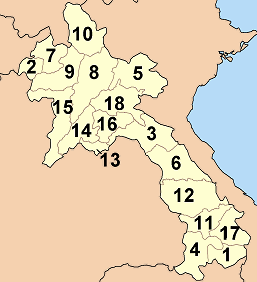
Провінції Лаосу

В адміністративно-територіальному відношенні Лаос поділяється на 16 кхуенгів (провінцій), що, в свою чергу, поділяються на муонги (округи), які, в свою чергу, поділяються на 140 тасенгів (районів). Найменшою територіально-адміністративною одиницею слугує комуна (приблизно 11 тис. на весь Лаос). Окремо виділені 1 кампхенг након (муніципалітет) і 1 кхетпхисет (спеціальна зона). Губернатор кхуенгу, чаокуенг, призначається урядом держави, при ньому діє дорадчий консультативний орган, який обирає населення провінції.
| №  | Провінція             | Центр        | Площа (км²) | Населення (2004) |
| -- | --------------------- | ------------ | ----------- | ---------------- |
| 1  | Аттапи                | Аттапи       | 10 320      | 114 300          |
| 2  | Борикхан              | Хуайсай      | 6 196       | 149 700          |
| 3  | Болікхамсай           | Паксан       | 14 863      | 214 900          |
| 4  | Тямпасак              | Паксе        | 15 415      | 575 600          |
| 5  | Хуапхан               | Самниа       | 16 500      | 322 200          |
| 6  | Кхаммуан              | Тхакхек      | 16 315      | 358 800          |
| 7  | Луангнамтха           | Луангнамтха  | 9 325       | 150 100          |
| 8  | Луангпхабанг          | Луангпхабанг | 16 875      | 408 800          |
| 9  | Удомсай               | Сай          | 15 370      | 275 300          |
| 10 | Пхонгсалі             | Пхонгсалі    | 16 270      | 199 900          |
| 11 | Сайнябулі             | Сайнябулі    | 16 389      | 382 200          |
| 12 | Салаван               | Салаван      | 10 691      | 336 600          |
| 13 | Саваннакхет           | Саваннакхет  | 21 774      | 824 662          |
| 14 | Секонг                | Ламам        | 7 665       | 83 600           |
| 15 | В'єнтьян (префектура) | В'єнтьян     | 3 920       | 692 900          |
| 16 | В'єнтьян (провінція)  | Пхонхонг     | 15 927      | 373 700          |
| 17 | Сіангкхуанг           | Пхонсаван    | 15 880      | 262 200          |

На момент отримання незалежності країна поділялася на 12 провінцій (кхуенгів).

## Збройні сили
Чисельність збройних сил 2000 року складала 29 тис. військовослужбовців. Загальні витрати на армію склали 15 млн доларів США.

## Економіка
Лаос — відстала аграрна держава з низьким рівнем життя, зайнятість у сільському господарстві становить близько 80 %. Валовий внутрішній продукт (ВВП) 2006 року склав 13,4 млрд доларів США (153-тє місце у світі); що у перерахунку на одну особу становить 2,1 тис. доларів (144-те місце у світі). Промисловість разом із будівництвом становить 23 % від ВВП держави; аграрне виробництво разом з лісовим господарством і рибальством — 51 %; сфера обслуговування — 26 % (станом на 2006 рік). Зайнятість активного населення у господарстві країни розподіляється так: 10 % — промисловість і будівництво; 80 % — аграрне, лісове і рибне господарства; 10 % — сфера обслуговування (станом на 2006 рік). Станом на 2002 рік, близько 40 % населення проживали за межею бідності. Рівень безробіття наприкінці 1990-х оцінювався в 20 %. Інфляція в 2001 році була на рівні 7,8 %.
Надходження до державного бюджету Лаосу за 2006 рік склали 0,4 млрд доларів США, а витрати — 0,54 млрд; дефіцит становив 27 %.
На середину XX століття Лаос був відсталою аграрною країною, розвиток якої ускладнювався відсутністю виходу до моря. Багаторічне панування колонізаторів, громадянська війна і поділ країни на зони, бомбардування окремих районів американською авіацією призвели до значного занепаду економіки. Після перемоги національно-демократичної революції всі землі, лісові, мінеральні й водні ресурси, фінансові установи, зовнішньо-торговельні фірми перейшли у власність держави, також було націоналізовано ряд промислових підприємств, майно великих феодалів-землевласників. У аграрному питанні було прийнято рішення про кооперування на основі створення державних виробничих кооперативів і господарств взаємодопомоги. Систему оренди землі на кабальних умовах було зруйновано. ЛНДР розвивала зв'язки з країнами соціалістичного табору. Планом економічного розвитку 1978—1980 років першочерговим завданням було поставлено розширення сільськогосподарського виробництва, розвиток лісового господарства та створення державного сектора в промисловості. З 1986 року уряд заохочує приватну підприємницьку діяльність. У 1988—2001 роках спостерігалися значні темпи економічного розвитку (близько 7 % на рік), що значною мірою були викликані початковими низькими показниками. Держава отримує значну економічну допомогу (243 млн доларів США 2001 року), хоча спостерігається нестача інвестицій.

### Валюта
Національною валютою країни слугує кіп. 2006 року за 1 долар США (USD) давали 10,24 тис. лаоських кіпів.

### Промисловість
Головні галузі промисловості: гірнича, харчова (цукрова, олійна, рисоочисна, тютюнова), деревообробна і текстильна (шовкоткацькі, швейні й трикотажні підприємства).
Обробна промисловість представлена невеликими підприємствами з переробки сільськогосподарської продукції (рис), металообробки, ремонтними майстернями, деревообробними й текстильними підприємствами. Розвинуті кустарні промисли, переважно ткацтво, також гончарне, шкіряне, шовкове виробництва, різьблення по слоновій кістці, огранка коштовного каміння, ювелірна справа. В останні роки влада вкладає зовнішній капітал у харчову та гірничодобувну промисловість.
У промисловості Лаосу виділяють чотири сектори власності: державний, кооперативний, державно-приватний і приватний. На момент створення ЛНДР в країні налічувалось близько півтисячі промислових об'єктів різного масштабу. За допомоги спеціалістів СРСР було збудовано другу чергу ГЕС, споруджено міст через річку Нен, шпиталь.

#### Гірнича промисловість
Мінеральні багатства країни досліджені недостатньо. На базі значних ресурсів мінеральної сировини (олов'яна руда) розвивається гірничодобувна галузь.
Промисловий видобуток олова розпочато французькими компаніями 1923 року в районі Нам-Патена. У середині XX століття американські компанії Америкен метал компані (англ. American metall company) та Нью Маркет Мейконг компані (англ. New Market Makhong company) отримують в концесію родовища олова в середній течії Меконгу. 1956 року було виготовлено 600 тонн концентрату, а 1970 — 1,5 тис. тонн. Олов'яний концентрат вивозиться до металургійних підприємств Таїланду, Сінгапуру, Малайзії.

### Енергетика
За 2004 рік було вироблено 3,9 млрд кВт·год електроенергії (експортовано 600 млн кВт·год); загальний обсяг спожитої — 3,3 млрд кВт·год (імпортовано 200 млн кВт·год). Електропостачання стабільне лише в деяких міських районах.
У 2004 році споживання нафти становило 3 тис. барелів на добу, природний газ не використовується для господарських потреб.
На річці Нгум, за допомоги спеціалістів СРСР було збудовано другу чергу ГЕС.

### Агровиробництво
У сільськогосподарському обробітку знаходиться 7,5 % площі держави (1,8 млн га). Головні сільськогосподарські культури: рис (станом на 1979 рік займав 75 % посівних площ, 900 тис. га, валовий збір 900 тис. тонн), кукурудза (40 тис. га, 15—20 тис. тонн), соя, банани, ананаси, цитрусові, картопля, батат, овочі, цукрова тростина, бавовник, тютюн, манго, папая.
Сільське господарство — основа економіки Лаосу, ще на середину XX століття в ньому було зайнято близько 90 % економічно активного населення. Іноземним компаніям до проголошення ЛНДР належали усі плантації експортних культур. Експортне значення має вирощування кави й прянощів на півдні, опійного маку на півночі. Головний аграрний район — долина Меконгу. Важливим напрямком розвитку землеробства є виведення посухостійких сортів рису, інтенсифікація іригації. 1970 року зрошувалось лише 17 тис. га сільгоспугідь.
Розвинуте тваринництво. Головні сільськогосподарські тварини: велика рогата худоба (станом на 2000 рік 1 млн голів, 1979 року — 0,5 млн голів), свині (станом на 2000 рік 2 млн голів, 1979 року — 1,64 млн голів), буйволи (станом на 2000 рік 1 млн голів, 1979 року — 1,37 млн голів), кури (12 млн голів). Головний пасовищний район — нагір'я Траннінь і плато Боловен. У провінції Лаунг-Прабанг традиційно використовують слонів у господарстві.
Щорічний вилов риби у річках країни 1997 року склав 30 тис. тонн, в 1970-х роках становив лише близько 5,5 тис. тонн.
У лісах заготовлюють деревину цінних порід: сандалового, чорного, трояндового, палісандрового, тикового (пересічно 50—112 тис. м³ щорічно). На лісозаготівлях на середину XX століття використовувалось до 9 сотень слонів, деревину традиційно сплавляють Меконгом. Збирають бензойну смолу (традиційний лідер світового експорту) для парфумерної промисловості, гумілак, корицю, абразін, кардамон, бетель.

### Транспорт
Транспортна мережа нерозвинена. Залізниці в країні відсутні.
Загальна довжина автошляхів на середину XX століття дорівнювала 7841 км, з яких 1320 км були з твердим покриттям. Під час дощового сезону ґрунтові шляхи стають непроїзними. На 1970 рік в країні було 11 тис. легкових і 2 тис. вантажних автомобілів.
Основною транспортною артерією слугує річка Меконг. Головні річкові пристані: В'єнтьян, Саваннакхет, Паксе, Луангпрабанг. У Тхадиа, поблизу столиці, існує поромна переправа до Таїланду. Для зовнішніх торговельних операцій традиційно використовують в'єтнамські морські порти Хайфон і Дананг.
Головний аеропорт країни: В'янтьян.

### Туризм
1996 року Лаос відвідало 255 тис. іноземних туристів, що дало прибуток у 50 млн доларів США. Головним туристичним центром залишається столиця, В'єнтьян і історичний центр Луангпрабанг. Туристів приваблюють тропічна екзотична природа (водоспад Гуанг-Ші), історична спадщина середньовічних держав (резиденція королів у Луангпрабанзі).

### Зовнішня торгівля
Основні торговельні партнери Лаосу: Таїланд, Китай, В'єтнам.
Держава експортує: лісоматеріали, кава, електроенергія, олово, золото, мідь. Основні покупці: Таїланд (35,4 %), В'єтнам (15,5 %), Китай (8,5 %). У 2008 році вартість експорту склала 1,4 млрд доларів США.
Держава імпортує: промислова продукція, паливо, товари споживання. Основні імпортери: Таїланд (68,3 %), Китай (10,4 %), В'єтнам (5,8 %). У 2008 році вартість імпорту склала 2,3 млрд доларів США.
У XX столітті близько 80 % лаоського експорту припадало на ліс і продукти лісових промислів, експортувався також концентрат олова і кава. Структура експорту 1956 року (в грошовому вираженні): олово (концентрат) — 34 %, бензойна смола — 9 %, тикова деревина — 12 %, кардамон — 12 %, бавовна — 8 %, кава — 8 %, текстиль. Довозились промислове устаткування й транспортні засоби, метали, нафтопродукти, цемент, рис. Основними торговими партнерами ЛНДР були соціалістичні країни (СРСР, В'єтнам), країни Індокитаю, Японія, Франція, США.

## Населення
Населення держави 2006 року становило 6,4 млн осіб (99-те місце у світі). Історично населення країни змінювалось так: 1921 рік — 0,8 млн осіб, 1951 рік — 1,9 млн осіб, 1970 рік — 3 млн осіб. Густота населення: 23,8 осіб/км² (145-те місце у світі). На середину XX століття пересічна густота населення становила 12 осіб/км². Населення країни переважно зосереджене вздовж повноводних річок. Значна частина населення веде кочовий спосіб життя.
Згідно зі статистичними даними за 2006 рік, народжуваність 35,5 ‰; смертність 11,6 ‰; природний приріст 23,9 ‰.
Віково-статева піраміда населення має такий вигляд (станом на 2006 рік):
- діти віком до 14 років — 41,4 % (1,3 млн чоловіків, 1,3 млн жінок);
- дорослі (15-64 років) — 55,4 % (1,7 млн чоловіків, 1,8 млн жінок);
- особи похилого віку (65 років і старіші) — 3,1 % (0,089 млн чоловіків, 0,111 млн жінок).

### Урбанізація
Рівень урбанізованості 2000 року склав 23 %. На середину XX століття міське населення становило лише 10 %. Головні міста держави: В'єнтьян (535 тис. осіб), Саваннакхет (97 тис. осіб), Луангпрабанг (69 тис. осіб), Паксе (47 тис. осіб).

### Етнічний склад

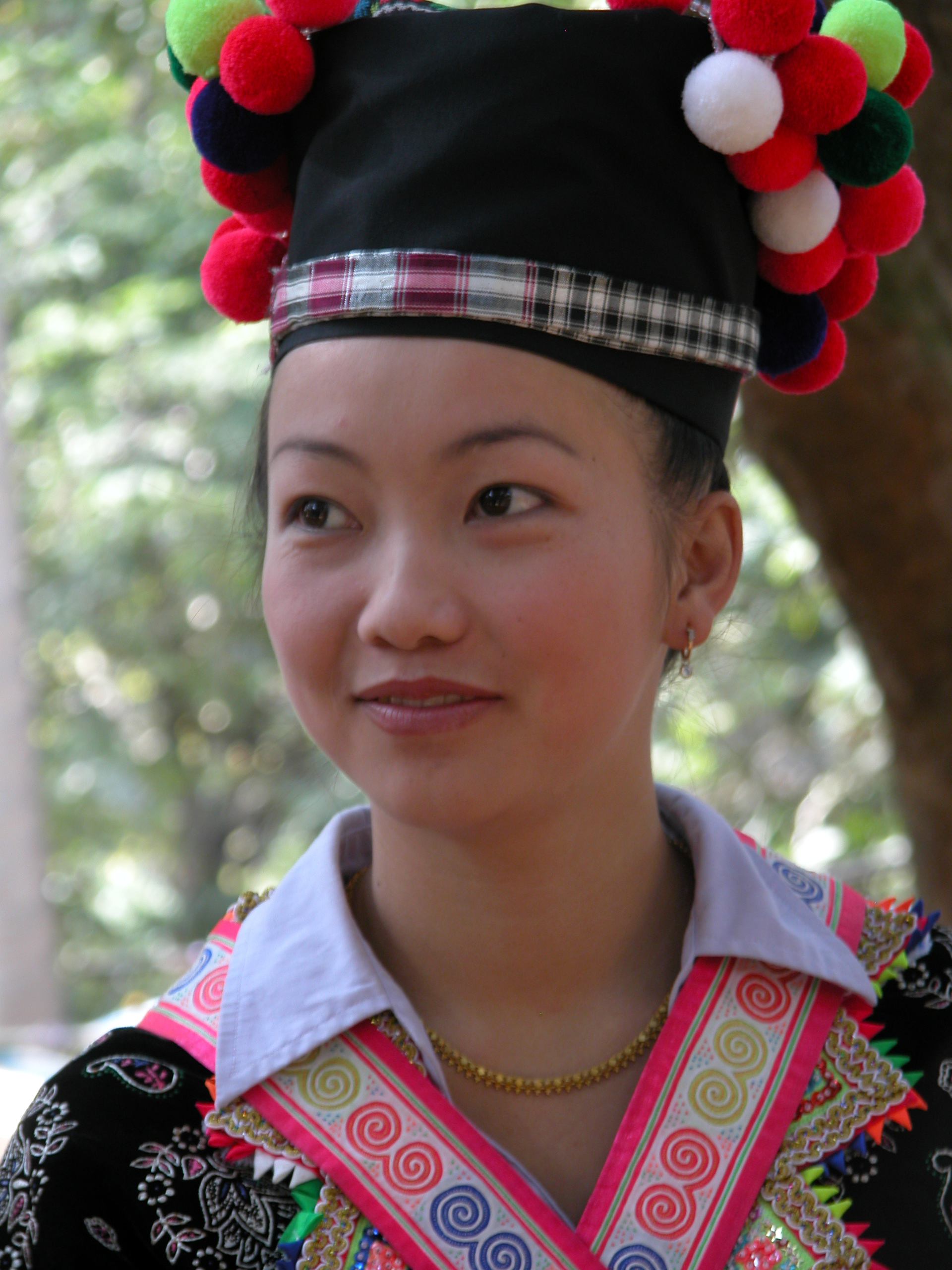
Дівчина народності хмон у національному вбранні

Лаос відрізняється національним, лінгвістичним і культурним розмаїттям. Країна налічує понад 130 етнічних груп і підгруп, що поділяються на три категорії з урахуванням типу розселення, культури та мови. Головні етноси, що складають лаоську націю: лао — 50 %, таї — 20 %, путенги — 15 %, мяо (переселились з південного Китаю у XIX сторіччі), мон-кхмерці. Корінне населення держави — лао, та близькі до них таї, лу, футаї, що розмовляють на мовах сино-тибетської родини. У країні проживає загалом 68 народностей, що складають 3 етнічні групи:
- Лаолум (низовинні лао; Lao Loum) — це власне лао, гірські тхай (тхай ниа, тхай білі, червоні й чорні, пхутхай, юан), які складають приблизно 68 % населення країни і проживають у річкових долинах та на нижніх ділянках гірських схилів.
- Лаотхенг (верхні лао; Lao Theung) — це гірські мони (кхму, ламет, путенг) і гірські кхмери (лавен, алак, катанг, таой) і становлять приблизно 22 % населення країни, що розмовляють мовами мон-кхмерської родини і традиційно займаються полюванням і землеробством, мешкають у невеликих селах на гірських лісових схилах на висотах від 700 до 1000 м. Найбільша група — кхму. Початково вони були корінним населенням північного Лаосу. Серед цієї групи траплялись меншини в'єтнамців, китайців та тайців, які після проголошення незалежності в 1940-х роках переселилися до В'єтнаму, Гонконгу, Франції[13].
- Лаосунг (верховинні лао; Lao Soung) — це народності ман і мео (приблизно 9 % населення країни), що розмовляють мовами родини мяо-яо тибето-бірманської групи і живуть переважно на півночі, в горах на висоті більше 1000 м[5][14].

Лао мають власну оригінальну писемність, подібну до сіамської, і заселяють здебільшого долину річки Меконг та його приток. У державі проживають також китайці (на півдні), в'єтнамці (на півдні), індійці, бірманці та інші народи.

### Мови
Державна мова: лаоська, це мова більшості населення країни, тональна мова тайської групи. Верхні та верховинні лао використовують племінні мови. Французька мова, поширена в уряді та сфері торгівлі, широко вивчається в державі, а рівень поширення англійської, мови АСЕАН, в навчальних закладах різко зріс останніми роками.

### Релігії
Головні релігії держави: буддизм — 58 % населення, анімізм — 34 %, християнство — 1,8 %. Загалом буддистська релігійна верхівка має значний вплив на політичне й культурне життя лаоського суспільства. Загалом більшість молодих хлопців декілька років свого життя проводить при буддистських храмах займаючись, окрім релігійного виховання, господарством, або збиранням милостині на вулицях у заможних лаосців і роздачею вареного рису для незаможних. Батьки цих хлопців у вигляді «подяки» отримують від храмів декілька оклунків рису.
У народності кха, ще на середину XX століття зберігались традиції брахманізму.

### Охорона здоров'я
Очікувана середня тривалість життя 2006 року становила 55,7 року: для чоловіків — 53,5 року, для жінок — 57,6 року. Смертність немовлят до 1 року становила 83,3 ‰ (станом на 2006 рік).
Населення забезпечене місцями в стаціонарах лікарень на рівні 1 ліжко-місце на 400 жителів; лікарями — 1 лікар на 4,5 тис. жителів (станом на 1997 рік). 1956 року в Лаосі діяло 15 медичних закладів на 735 ліжок, тобто 0,05 ліжка на 10 тис. мешканців; 1976 року — 3232 лікарняні ліжка, тобто 9,8 ліжка на 10 тис. мешканців, більшість з яких у державних медичних закладах. Медичну допомогу 1956 року подавали 46 лікарів, тобто 1 лікар на 31,5 тис. мешканців, 2 стоматологи, 254 акушерки, 564 медичні сестри.
Витрати на охорону здоров'я 1990 року склали 2,25 % від ВВП країни.
На середину XX століття найпоширенішими хворобами Лаосу були: малярія, проказа, туберкульоз (6 % смертей), трахома (уражений кожний десятий мешканець), венеричні захворювання, амебіаз (6 тисяч випадків зараження на рік), гарячка денге, бері-бері, філяріїдози, фрамбезія.
Лікарів готують у медичному інституті В'єнтьяну й за кордоном.
1993 року 28 % населення було забезпечено чистою питною водою.

### Освіта

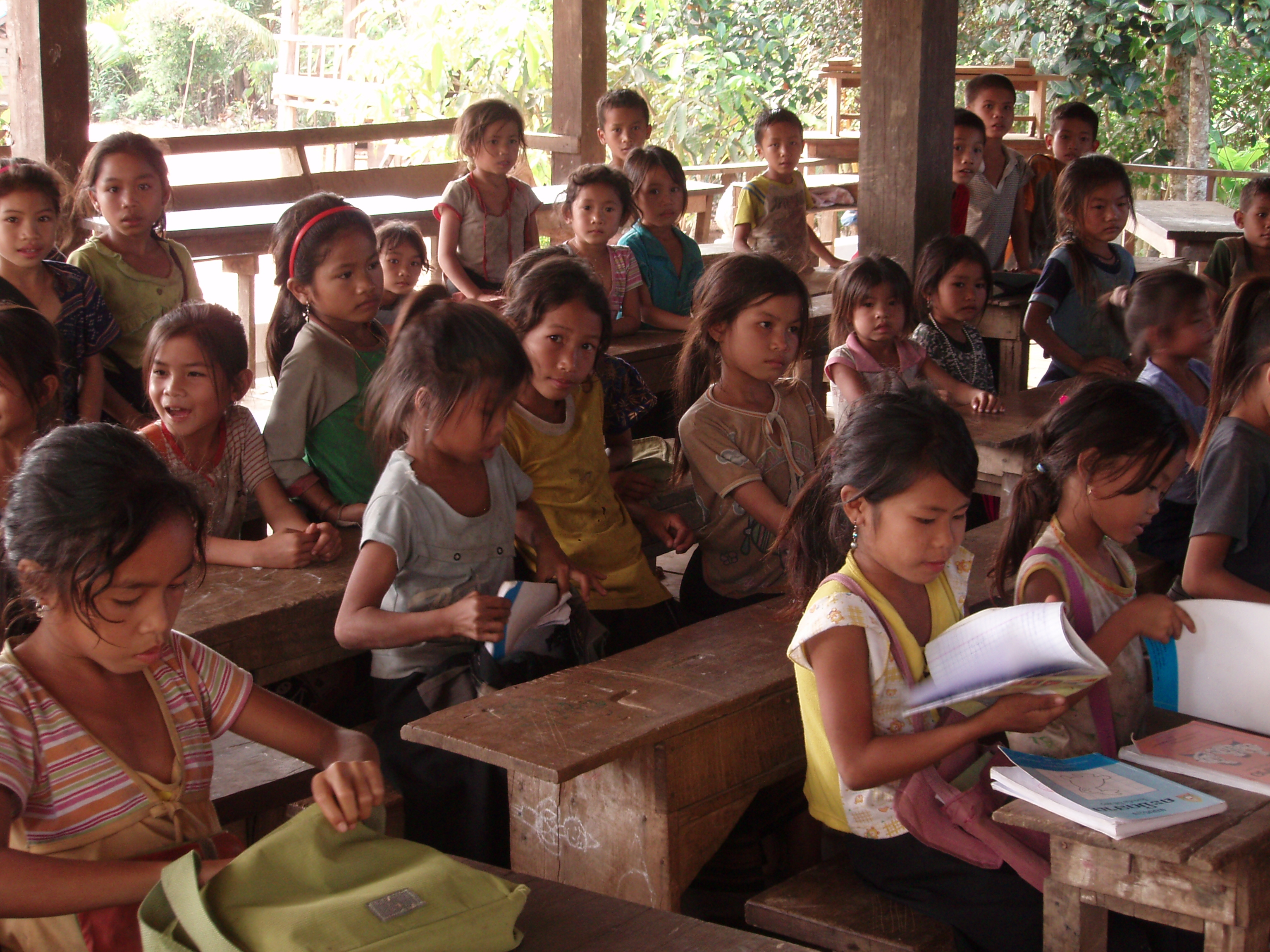
Початкова школа у селі на півночі

Рівень письменності 2005 року становив 67 %: 77 % серед чоловіків, 57 % серед жінок. До 1975 року понад 70 % дорослого населення країни було неписьменне, завдяки програмі ліквідації неписьменності, вже 1978 року частка неписьменних знизилась до 40 %.
Витрати на освіту 1996 року склали 1,1 % від ВВП.
1976 року країні створено нову державну систему безкоштовної освіти, проголошено обов'язкове початкове навчання (яке не розпочалось відразу через брак коштів й кадрів). Строк навчання в початковій школі 5, у середній — 6 років. Майже всі діти охоплені початковою школою. На середину XX століття в країні налічувалось лише 1,3 тис. початкових і 7 середніх шкіл. У 1958/1959 навчальному році в загальноосвітніх школах навчалось 101 тис. учнів; у 1978/1979 — 585 тис. учнів.
На середину XX століття в країні діяли 1 технічний і 1 педагогічний коледжі, де навчалось 60 і 179 студентів відповідно. Після 1975 року створено ряд нових вищих навчальних закладів. 1958 року у В'єнтьяні було засновано навчальний заклад для підготовки кадрів державного управління, пізніше реорганізований в університет, створено медичний і педагогічний інститути. Багато лаосців здобували вищу освіту в СРСР та інших соціалістичних країнах.
Поблизу міста Луангпрабанг створено державну селекційну сільськогосподарську станцію для акліматизації та виведення нових сортів сільськогосподарських культур.
У столиці країни, В'єнтьяні працює Національна бібліотека, іншими важливими бібліотеками країни виступають міська й бібліотека університету.

### Інтернет
2001 року всесвітньою мережею Інтернет у Лаосі користувались лише 2 тис. осіб.

## Культура
У Лаосі нарівні з григоріанським календарем для релігійних обрядів і далі діє національний місячно-сонячний календар.

### Архітектура
Традиційні дерев'яні й кам'яні архітектурні пам'ятки періоду розквіту середньовічної держави Лан-Санг поділяються на два типи:
- ват — храм з багатоярусним двосхилим дахом;
- тат — баштоподібне святилище, різновид пагоди[4].

Значна частина архітектурних пам'яток була зруйнована під час воєн XIX—XX століть. На території Лаосу збереглися середньовічне святилище Інг-Ранг поблизу Саваннакхета, численні монастирські комплекси — вати, в які входили різні за розмірами й формами храми-вати, бібліотеки, житла монахів та святилища-тати:
- Ват-Тат, споруджений 1548 року в місті Луангпрабанг;
- Сієнг-Тхонг, споруджений 1561 року в місті Луангпрабанг;
- Фра-Кео, споруджений 1565 року у В'єнтьяні, відбудований 1938 року;
- Тат-Луанг, споруджений 1586 року у В'єнтьяні;
- Сісакет, споруджений 1820 року[4][5].

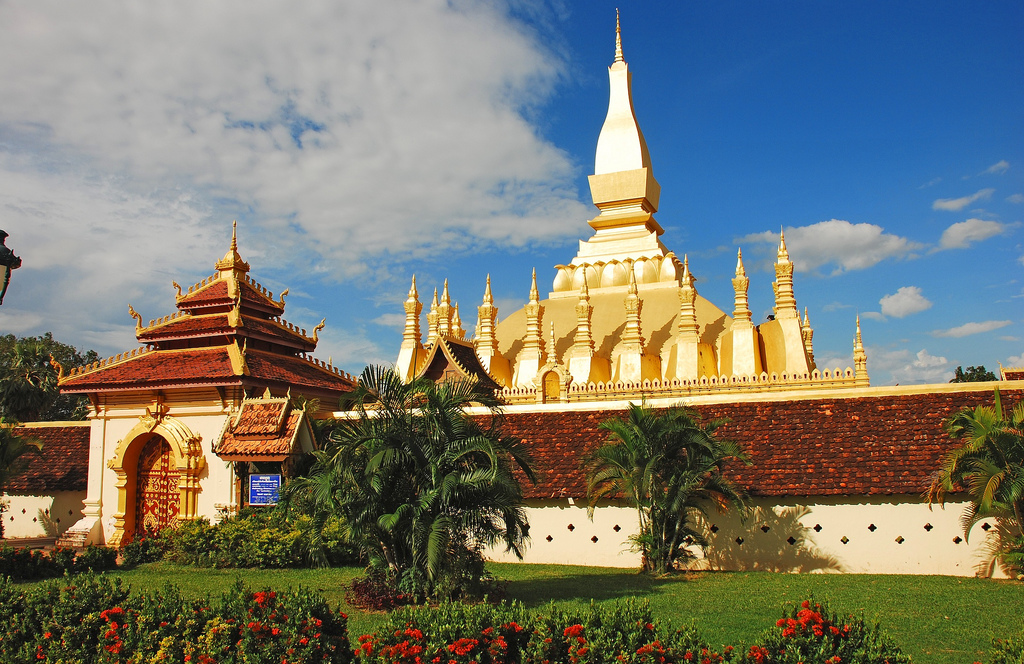
Тат-Луанг у В'єнтьяні — національний символ Лаосу

Після проголошення незалежності в архітектурі використовують як сучасні так і традиційні національні форми. Помітними перлинами лаоської архітектури другої половини XX століття стали:
- готель «Лансанг», архітектора Кхамфета, зведений 1963 року;
- будинок Міністерства внутрішніх справ, архітектора Серга, побудований у 1960-х роках[4].

### Образотворче мистецтво

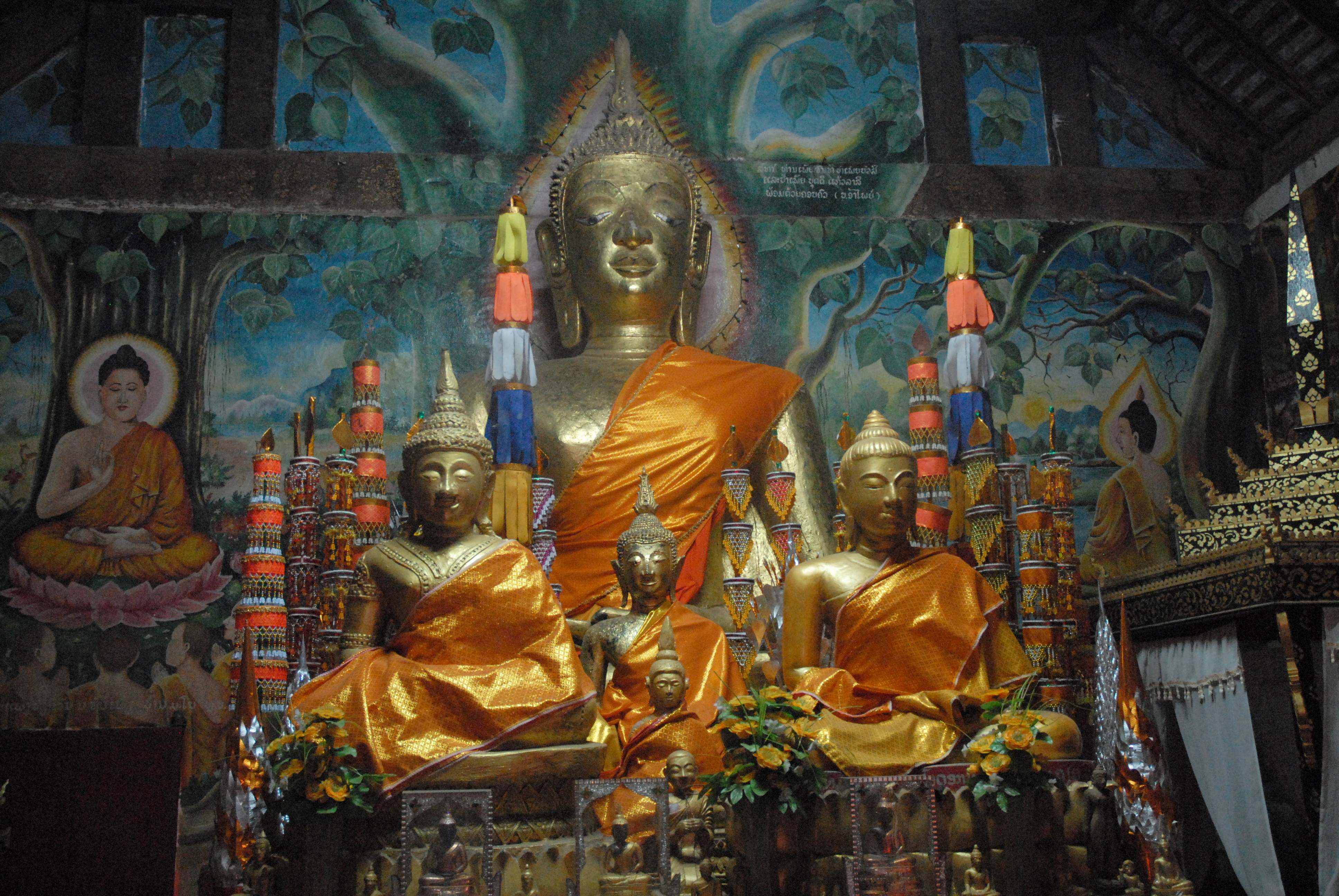
Статуя Будди в Ват Агамі в Луангпрабанзі

Найдавніші пам'ятки мистецтва — величезні глечики з граніту просто неба на нагір'ї Траннінь, їх вік становить не менше 2 тис. років. У середині першого тисячоліття н. е. на територію сучасного Лаосу свій культурний вплив поширили кхмери. Образотворче мистецтво в країні склалось у X-XII століттях на основі традиційних мотивів із залученням культурних традицій китайців, тайців, кхмерів, індійців. Починаючи з XIV століття помітний вплив буддизму, серед пам'яток тих часів — кам'яні та бронзові статуї Будди (статуетка Будди Сак'я-Муні в паризькому музеї Гіме), пластика малих форм (статуетки танцівниць), орнаментальне різьблення з позолотою.
Інтер'єри народних жител з давніх часів прикрашалися розписами.
У сучасному Лаосі розвивається станковий живопис (Нуараонг, Вілівонг), графіка (Самнан), скульптура. Поширені різні види декоративно-ужиткового мистецтва: декоративний живопис, ткацтво, різьблення, металообробка (курильниці, підноси).
У державі діє Музей національного мистецтва.

### Театр
Лаоський театр об'єднує танець, музику, пантоміму й драму. Джерела національного театру лежать в трудових і ритуальних видовища, що збереглися до наших днів. На формування театру вплинули релігійні практики буддизму. Історично основою драматургії вистав були сцени з індійських епосів «Рамаяна» і «Махабхарата», а також драматизація казок, легенд, релігійних історій національного, а також кхмерського, сіамського й м'янманського походження. Пересувні акторські трупи традиційно виступали просто неба. Здавна популярні тіньовий і ляльковий театри.

### Музика й танці
Лаоська музика імпровізаційна, нотації відсутні. У баладах мандрівних співаків, ліричних дуетах закоханих розкривається культура народного вокального та хорового співу.
Національні музичні інструменти: хен — кілька бамбукових тростин, флейта, 2-струнна скрипка, барабан, гонг, ксилофон, кон вон (16 гонгів, змонтованих на підковоподібній рамі).
З кінця 1960-х років до національного оркестру включають скрипки, акордеони, кларнети, великі барабани. У Лаосі створено малий лаоський та Національний оркестри.
У Лаосі вже кілька століть існує і розвивається мистецтво балету.

### Кухня
У лаоській національній кухні переважають страви з рису і м'яса буйволів. Національна страва — Ларб. Найпопулярніші страви:
- «фо» — суп з рисової локшини,
- «лап» — рублене м'ясо з овочами і рисом,
- «там-сом» — салат з нестиглої папаї,
- «лам» — гострий м'ясний суп з буйвола з прянощами[16].

З напоїв лаосці полюбляють каву, яку вживають в спекотні дні з льодом, а також чорний чай з молоком, різноманітні фруктові соки. Особливою популярністю користуються пиво «біалао» і рисовий самогон.

### Свята
Державне свято: 2 грудня, 1975 року відбулося проголошення Лаоської Народної Демократичної Республіки.

### Засоби масової інформації
Одними з перших і довгий час єдиними щоденними газетами були:
- «Сіенгнпасасон» («Голос народу»), заснована 1975 року;
- «В'єнчан мей» («Новий В'єнтьян»), заснована 1975 року[4].

У Лаосі створено інформаційне агентство Каосан Патет-Лао, як орган міністерства інформації.
1951 року засновано урядову радіостанцію Радіодіффюзьйон насьйональ Лао, передачі ведуться мовами лао, французькою, англійською, тайською, кхмерською та в'єтнамською.